# بوريك عنابي
البوريك العنابي   هو طبق جزائري تقليدي ينحدر من مدينة عنابة. يُقدَّم كمقبل شهي، ويُحضَّر باستخدام رقائق البريك المحشوة بالبطاطا المهروسة، مع خليط من اللحم المفروم أو التونة، والبصل، والجبن، والبقدونس. بعد حشو الرقائق، تُضاف بيضة نيئة متبلة فوق الحشوة، ثم يُطوى البريك بشكل مربع ويُقلى في الزيت الساخن حتى ينضج تمامًا.

## الأصل اللغوي
مصطلح بوريك عنابي مشتق من كلمة "بوريك"، وهو الاسم العثماني لطبق شهير، ويتبعها مصطلح "عنابي" نسبةً إلى مدينة عنابة الجزائرية، مما يشير إلى الأصل الجغرافي لهذا التخصص.

## المكونات

### المكونات المستخدمة
- الجبن
- بيضة
- البصل
- بَقدونس
- البطاطس المهروسة
- لحم مفروم

### بدائل اللحم المفروم في الحشوة
- الروبيان
- سمك التونة
- الحبار
- دماغ الحمل

### مكونات يمكن إضافتها كمكملات غذائية
- هريسة
- الزيتون

البوريك العنابي من الأطباق التقليدية المميزة في شهر رمضان بمدينة عنابة، وغالبًا ما يُقدَّم إلى جانب الشوربة أو طبق الفريك. يتمتع هذا الطبق بشعبية واسعة في المدينة، خاصة خلال فصل الصيف، حيث يُباع في المطاعم وعلى عربات الباعة المتجولين.

## الملاحظات والمراجع
1. ↑  Délices D'Algérie (بالفرنسية). Espagne: novéBook. 2005. p. 14-15.
2. ↑   L'expression dz. "Bourek Annabi". https://www.lexpressiondz.com/ (بالفرنسية). Retrieved 11 mars 2025. {{استشهاد ويب}}: تحقق من التاريخ في: |تاريخ-الوصول= (help) and روابط خارجية في |صحيفة= (help).
3. ↑  Mme Hameur-Laine Fatma (2005). Brick et Bourek (بarabe-français). Alger: El Morchid El Djazairia. ISBN:9789947990315.{{استشهاد بكتاب}}:  صيانة الاستشهاد: لغة غير مدعومة (link)